# Gino Olivetti
Pour les articles homonymes, voir Olivetti (homonymie).
Gino Olivetti (né le 5 septembre 1880 à Urbino dans les Marches et mort en février 1942 en Argentine), est un industriel, député et dirigeant de football italien.

## Biographie
Lauréat en jurisprudence, il séjourna durant sa vie en Grande-Bretagne, en France et en Allemagne. Il étudia en détail les thèmes de l'associationnisme dans l'entrepreneuriat et des relations industrielles, ainsi que les théories de l'ingénieur américain Frederick Taylor sur la rationalisation des procédés de travail. Promoteur et secrétaire de la Ligue Industrielle de Turin en 1906, il assume la charge de directeur général de la Confindustria entre le 22 mai 1910 et le 1er janvier 1934.
En 1907 il a été initié en Franc-maçonnerie dans la Loge « Propaganda » de Turin.
Élu député de la XXVe législature du royaume d'Italie (1915-1919), il occupa notamment une place au parlement.
Mais Gino Olivetti est surtout connu pour avoir été le 11e président du club piémontais de la Juventus. Il débarque à la tête du club de Turin en 1920 et y reste jusqu'en 1923. On note alors une légère amélioration des résultats du club, ayant connu de réelles difficultés durant les années 1910.
C'est sous sa présidence que l'on voit pour la première fois l'apparition de joueurs juventini du club appelés en sélection avec l'équipe d'Italie, dont notamment Umberto Caligaris entre autres.
Il figure parmi les principaux promoteurs de la réalisation du Stadio di Corso Marsiglia en 1922.
Il est notamment le dernier président du Foot-Ball Club Juventus avant l'acquisition de ce dernier par la famille d'industriels des Agnelli (propriétaires et créateurs de la Fiat) en 1923, année de son départ du club.
Au printemps 1938, Olivetti, de religion juive, quitte subitement l'Italie avec sa femme pour l'Argentine, où il meurt en 1942.